# Vivi-Anne Hultén
Vivi-Anne Hultén (Anversa, 25 agosto 1911 – Corona del Mar, 15 gennaio 2003) è stata una pattinatrice artistica su ghiaccio svedese.

## Palmarès
| Internazionali            | Internazionali | Internazionali | Internazionali | Internazionali | Internazionali | Internazionali | Internazionali | Internazionali | Internazionali | Internazionali | Internazionali |
| Evento                    | 1927           | 1928           | 1929           | 1930           | 1931           | 1932           | 1933           | 1934           | 1935           | 1936           | 1937           |
| ------------------------- | -------------- | -------------- | -------------- | -------------- | -------------- | -------------- | -------------- | -------------- | -------------- | -------------- | -------------- |
| Giochi olimpici invernali |                |                |                |                |                | 5°             |                |                |                | 3°             |                |
| Campionati mondiali       |                |                |                |                | 5°             | 5°             | 2°             | 4°             | 3°             | 3°             | 3°             |
| Campionati europei        |                |                |                | 3°             | 4°             | 3°             |                |                |                |                |                |
| Nazionali                 |                |                |                |                |                |                |                |                |                |                |                |
| Campionati svedesi        | 1°             | 1°             | 1°             |                |                |                | 1°             | 1°             |                |                |                |